# Koronowo (gemeente)
De gemeente Koronowo is een stad- en landgemeente in het Poolse woiwodschap Koejavië-Pommeren, in powiat Bydgoski.
De zetel van de gemeente is in Koronowo.
Op 30 juni 2004 telde de gemeente 23 130 inwoners.

## Oppervlakte gegevens
In 2002 bedroeg de totale oppervlakte van gemeente Koronowo 411,7 km², waarvan:
- agrarisch gebied: 56%
- bossen: 31%

De gemeente beslaat 29,52% van de totale oppervlakte van de powiat.

## Demografie
Stand op 30 juni 2004:
| Omschrijving                   | Totaal | Totaal | Vrouwen | Vrouwen | Mannen | Mannen |
| ------------------------------ | ------ | ------ | ------- | ------- | ------ | ------ |
| eenheid                        | aantal | %      | aantal  | %       | aantal | %      |
| inwoners                       | 23 130 | 100    | 11 668  | 50,4    | 11 462 | 49,6   |
| bevolkingsdichtheid (inw./km²) | 56,2   | 56,2   | 28,3    | 28,3    | 27,8   | 27,8   |

In 2002 bedroeg het gemiddelde inkomen per inwoner 1304,98 zł.

## Administratieve plaatsen (sołectwo)
Buszkowo, Byszewo, Bytkowice, Dziedzinek, Glinki, Gogolin, Gogolinek, Gościeradz, Huta, Krąpiewo, Lucim, Łąsko Małe, Łąsko Wielkie, Mąkowarsko, Morzewiec, Nowy Dwór, Nowy Jasiniec, Okole, Osiek, Popielewo, Salno, Samociążek, Sitowiec, Skarbiewo, Stary Dwór, Stary Jasiniec, Tryszczyn, Wierzchucin Królewski, Więzowno, Wilcze, Wiskitno, Witoldowo, Wtelno.

## Overige plaatsen
Aleksandrowiec, Bieskowo, Dąbrowice, Drzewianowo, Grabino, Iwickowo, Lipinki, Łakomowo, Mąkowarsko PGR, Młynkowiec, Pieczyska, Romanowo, Różanna, Sokole-Kuźnica, Srebrnica, Stopka, Tryszczyn-Elektrownia, Tuszyny, Wilcza Góra.

## Aangrenzende gemeenten
Dobrcz, Gostycyn, Lubiewo, Osielsko, Pruszcz, Sicienko, Sośno, Świekatowo